# Campeonato de Wimbledon 1884
La edición 8.º del Campeonato de Wimbledon se celebró entre el 5 de julio y el 19 de julio de 1884 en las pistas del All England Lawn Tennis and Croquet Club de Wimbledon, Londres, Inglaterra.
El cuadro individual masculino lo iniciaron 23 jugadores mientras que el femenino lo iniciaron 14 tenistas.

## Hechos destacados
En la competición individual masculina se impuso el británico William Renshaw logrando el cuarto título que obtendría en el torneo al imponerse en la final al británico Herbert Lawford.
En la competición individual femenina la victoria fue para la británica Maud Watson logrando el primer título que obtendría en Wimbledon al imponerse a la británica Lillian Watson.

## Palmarés
| Seniors              | Vencedor                       | Resultado          | Finalista                | Finalista |
| -------------------- | ------------------------------ | ------------------ | ------------------------ | --------- |
| Individual masculino | William Renshaw                | 6–0, 6–4, 9–7      | Herbert Lawford          |           |
| Individual femenino  | Maud Watson                    | 6–8, 6–3, 6–3      | Lillian Watson           |           |
| Dobles masculino     | William Renshaw Ernest Renshaw | 6–3, 6–1, 1–6, 6–4 | E.W. Lewis E.L. Williams |           |

## Cuadros Finales

### Torneo individual  femenino
| Predecesor: 1883                                       | Campeonato de Wimbledon 1884 | Sucesor: 1885                                       |
| Predecesor: Campeonato nacional de Estados Unidos 1883 | Grand Slam 1884              | Sucesor: Campeonato nacional de Estados Unidos 1884 |

- Datos: Q1803935